# Бресол (Ен)
Бресол (фр. Bressolles) је насељено место у Француској у региону Рона-Алпи, у департману Ен (Рона-Алпи).
По подацима из 2011. године у општини је живело 742 становника, а густина насељености је износила 93,57 становника/km².

## Демографија
| 1962. | 1968. | 1975. | 1982. | 1990. | 2011. |
| ----- | ----- | ----- | ----- | ----- | ----- |
| 226   | 252   | 270   | 446   | 480   | 742   |